# Лысенко, Василий Александрович (художник)
Василий Александрович Лысенко (в некоторых источниках Евгений Лысенко) (январь 1899, село Сосновка Брянская губерния — после 1974) — художник-авангардист.

## Биография
Будущий художник, выходец из крестьянской семьи, до 16 лет был на заработках в Курской губернии, год обитал в Харькове. После революции семья жила в Оренбурге. С 1918 по 1921 годы Лысенко трудился на Оренбургской железной дороге — был чернорабочим. В 1921—1922 годах работал на Мурманской железной дороге проводником. В 1922 году Лысенко переезжает в Ташкент, где с 1920 года живёт его семья, переехавшая сюда из Оренбурга.
В 1924 году вошёл в круг общения с выдающимися художниками Узбекистана А. Волковым, М. Курзиным, Н. Караханом, У. Тансыкбаевым, В. Марковой. В это же время Лысенко занимается в художественной студии клуба железнодорожников им. Кафанова. В 1925 году он поступает в ГИНХУК, где занимается у Каземира Малевича. Учился Лысенко до 1929 года, но образование не закончил и уехал в Днепропетровск. В середине 1930 года Лысенко возвращается в Ташкент, где работает художником в музее Революции и Клубе железнодорожников и пишет декорации. Мистические взгляды и непринятие действительности, отразившиеся в творчестве Евгения (Василия), становятся поводом для его ареста в 1935 году и был осуждён на 6 лет за контрреволюционную и антисоветскую деятельность. Согласно справке, полученной по запросу сотрудников Нукусского музея:
В. А. Лысенко, 1899 года рождения, уроженец города Брянска, был осужден в 1935 году по статье 66-1 УК УзССР и приговорен к 6 годам лишения свободы. Совершил побег, вновь арестован и после отбытия срока освобожден в 1954 году, отбыв из Ташкента в Липецк.

Точное местоположение, где отбывал срок Лысенко, неизвестно. Во время Великой Отечественной войны Евгений находился в оккупации, а затем был угнан в Германию. После освобождения приехал к родной сестре в Ленинград, но был выслан в город Сланцы за нарушение паспортного режима. По мнению М. Бабаназаровой:
Обвинительный приговор, вынесенный осенью 1936 года, и последовавшее за ним тюремное заключение поставили точку в творческой карьере этого яркого живописца. Долгие годы, включавшие его побег из лагеря, жизнь под чужим именем в родной деревне Сосновка Брянской области, повторный арест и повторную отсидку снова в Узбекистане, а затем сельскую жизнь в совхозе под Саратовом в качестве маляра, свидетельствовали о печальном финале творческих амбиций Василия Лысенко. Последний документ, написанный его рукой, – это ходатайство в собес в 1966 году о пенсии.
По свидетельству сестры художника, в 1974 году Василий Лысенко ещё был жив, но на протяжении долгого времени мучился от паралича и был морально разбит этим. Из писем сестры художника Галины Лысенко стало известно, что настоящее имя Лысенко — Василий, а не Евгений.

## Творчество Лысенко
Имя «Василия Лысенко, странника и ясновидца, художника, одно время близкого к „Мастерам Нового Востока“, ученика Казимира Малевича, раздавленного репрессиями и канувшего в Лету» вернул в историю искусств директор Нукусского музея искусств Игорь Витальевич Савицкий. В 1972 году он привёз в музей из Ташкента две картины Лысенко, где и получили свои названия — «Бык» и «Автопортрет», так как авторских названий у картин не было. Только у картины «Бык» были авторская подпись и дата. Эта картина служит теперь своеобразной эмблемой Государственного музея искусств Республики Каракалпакстан имени И. В. Савицкого.
Позднее в музее появились ещё 4 работы Лысенко. Первые две картины были взяты И. В. Савицким у сестры художника Галины Александровны Лысенко. Имя художника — Евгений, так его назвала сестра. Достоверно пребывание художника в Узбекистане в 1920—1930-х годах. Данный факт подтверждён участием Лысенко в Первой республиканской художественной выставке в Ташкенте в 1932 г. в Центральной газете Узбекистана «Правда востока» его работы и ещё некоторых других участников выставки были раскритикованы, так как художники не увидели главного. Спустя несколько десятилетий в руках коллекционера из Санкт-Петербурга оказались работы Лысенко и в довольно большом количестве. Ирина Карасик отнеслась к появлению новых работ с профессиональной заинтересованностью, стала по существу серьёзным исследователем творчества художника.
Нукусский музей активно пропагандирует своё собрание: «авангард остановленный на бегу..», «аврора», 1989, и "советское искусство 1920—1930-х годов из собрания Государственного музея искусств Каракалпакской АССР им. И. В. Савицкого, Л. «Аврора», 1991 г. В 2012 году вышел альбом «Евгений Лысенко» где репродуцировано более 200 произведений художника. Карасик изучила множество источников с целью обнаружения следов контактов, связей, упоминаний о Лысенко. Она обосновала свои выводы о профессиональной подготовке художника — об усвоении им супрематизма у Малевича, знакомством с методом «строения картины» Филонова. Мир произведений художника — это автопортрет мастера, его чувства, размышления, отражение личности. Частная коллекция произведений Лысенко — это его работы, выполненные с 1920 по конец 1950 годов. В собрании есть работы, написанные ранее реального времени: «Коты» 1919 г., «Волк в овечьей шкуре» (1919), «Бараны» (1920), «Святое семейство» 1925 г., «Брачующиеся волки» (1931—1934). В творчестве Евгения Лысенко есть и прямые автопортреты: «Моя мечта» (1931—1934), «Автопортрет с цветами» (1950-е), «Свидание в кафе» (1950-е).